# Запольська (Верхотурський міський округ)
Запо́льська (рос. Запольская) — присілок у складі Верхотурського міського округу Свердловської області.
Населення — 4 особи (2010, 16 у 2002).
Національний склад населення станом на 2002 рік: росіяни — 100 %.